# Oppidum de Mané-Coh-Castel
L'oppidum de Mané-Coh-Castel est un éperon barré de la commune de Plouhinec, dans le Morbihan (France).

## Localisation
L'oppidum forme un promontoire en rive droite de la ria d'Étel, à l'est du hameau du Vieux-Passage.
Ce site couvert d’une lande typique des zones côtières bretonnes, se situe sur un terrain privé, il n’est donc pas accessible. Seul le sentier côtier également privé, mais grevé d’une servitude de passage, qui en fait le tour, est accessible.

## Historique
L'oppidum est daté de la Protohistoire. Une occupation gauloise y est plus précisément décrite.

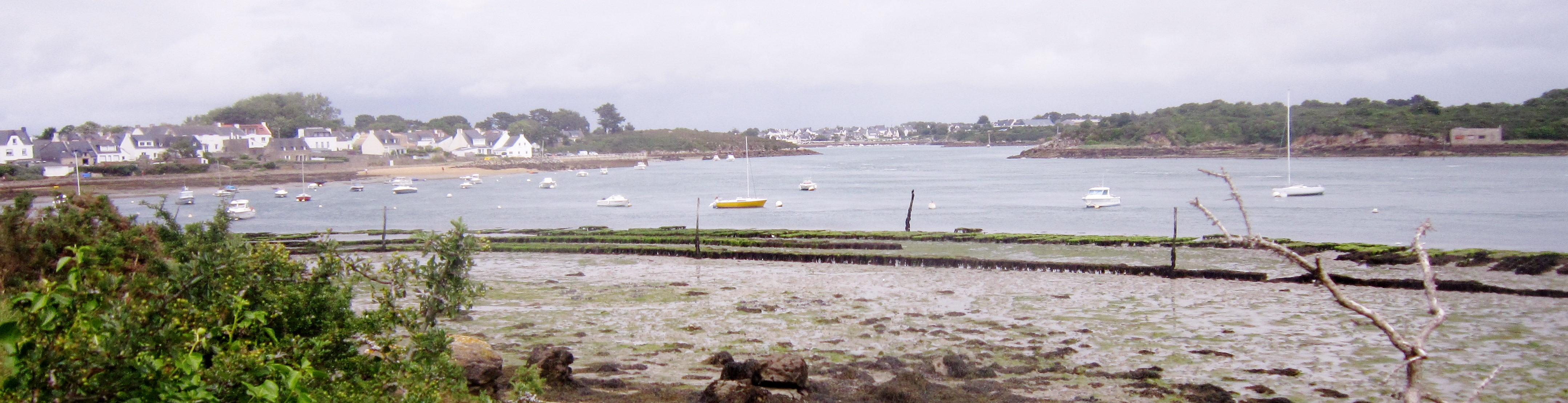
La Rivière d'Étel vue depuis le nord de Mané Véchen : de gauche à droite Vieux Passage, l'oppidum de Mané-Coh-Castel (en Plouhinec), à l'arrière-plan au centre Pont-Lorois, à droite la pointe de Royanec (en Étel) ; au premier plan tables ostréicoles.

Il est inscrit au titre des monuments historiques par l'arrêté du 28 décembre 1972.